# Satisfied Mind
Satisfied Mind je šesté studiové album americké hudební skupiny The Walkabouts. Album vydalo v roce 1993 hudební vydavatelství Sub Pop a spolu se členy skupiny jej produkoval Kevin Suggs. Na albu se mimo kapelu podílelo několik dalších hudebníků, jsou to například Ivan Král, Peter Buck a Mark Lanegan. Deska obsahuje výhradně coververze, například od Patti Smith, Nicka Cavea či Johna Calea.

## Seznam skladeb
| Pořadí | Název                           | Autor                   | Délka |
| ------ | ------------------------------- | ----------------------- | ----- |
| 1.     | Satisfied Mind                  | Jack Rhodes, Red Hayes  | 4:47  |
| 2.     | Loom of the Land                | Nick Cave               | 5:59  |
| 3.     | The River People                | Robert Forster          | 5:17  |
| 4.     | Polly                           | Gene Clark              | 4:15  |
| 5.     | Buffalo Ballet                  | John Cale               | 3:28  |
| 6.     | Lover's Crime                   | Pee Wee Maddux          | 2:52  |
| 7.     | Shelter for an Evening          | Gary Heffern            | 3:04  |
| 8.     | Dear Darling                    | Mary Margaret O'Hara    | 2:27  |
| 9.     | Poor Side of Town               | Johnny Rivers           | 4:31  |
| 10.    | Free Money                      | Lenny Kaye, Patti Smith | 5:17  |
| 11.    | The Storms Are on the Ocean     | The Carter Family       | 5:01  |
| 12.    | Feel Like Going Home            | Charlie Rich            | 8:17  |
| 13.    | Will You Miss Me When I'm Gone? | tradicionál             | 4:10  |

## Obsazení
The Walkabouts
- Carla Torgerson – zpěv, kytara, violoncello
- Michael Wells – baskytara, harmonika, doprovodné vokály
- Terri Moeller – bicí, perkuse, doprovodné vokály
- Glenn Slater – klavír, varhany, syntezátor, akordeon
- Chris Eckman – zpěv, kytara

Ostatní hudebníci
- Larry Barrett – mandolína, lap steel kytara, banjo, doprovodné vokály
- Peter Buck – buzuku, mandolína, dulcimer
- Andrew Hare – pedálová steel kytara
- Clayton Park – housle
- Terry Lee Hale – kytara
- Ivan Král – kytara, syntezátor
- Mark Lanegan – zpěv